# Кошелево (Новосокольницький район)
Кошелево (рос. Кошелево) — присілок в Новосокольницькому районі Псковської області Російської Федерації.
Населення становить 1 особу. Входить до складу муніципального утворення Пригородная волость.

## Історія
Від 2015 року входить до складу муніципального утворення Пригородная волость.

## Населення
| 2001 | 2002 | 2010 |
| ---- | ---- | ---- |
| 1    | ↗2   | ↘1   |